# Ric Ocasek
Ric Ocasek, született Richard Theodore Otcasek (Baltimore, Maryland, 1944. március 23. – New York, New York, 2019. szeptember 15.) amerikai énekes-dalszerző, zenész, festő.

## Élete
Richard Theodore Otcasek néven 1944. március 23-án született Baltimoreban. Tizenhat éves korában a családjával Clevelandbe költöztek, 1963-ban érettségizett a Maple Heights High Schoolban. Ocasek 1965-ben találkozott először későbbi zenésztársával, Benjamin Orr-ral, majd 1968-ban megalakították első együttesüket. 1976-ban Greg Hawkes-szal, Elliot Eastonnel és David Robinsonnal kiegészülve megalakult a The Cars együttes, amelynek 1988-as feloszlásáig Ocasek az énekese és gitárosa volt. Ocasek háromszor nősült, mindhárom házasságából két-két gyermeke született. 2019. szeptember 15-én holtan találták a New York-i ingatlanában.

## Diszkográfia

### The Cars
- The Cars (1978)
- Candy-O (1979)
- Panorama (1980)
- Shake It Up (1981)
- Heartbeat City (1984)
- Door to Door (1987)
- Move Like This (2011)

### Szólólemezek
- Beatitude (1982)
- This Side of Paradise (1986)
- Fireball Zone (1991)
- Quick Change World (1993)
- Negative Theater (1993)
- Troublizing (1997)
- Nexterday (2005)

## Fordítás
- Ez a szócikk részben vagy egészben  a   Ric Ocasek című angol Wikipédia-szócikk fordításán alapul.  Az eredeti cikk szerkesztőit annak laptörténete sorolja fel. Ez a jelzés csupán a megfogalmazás eredetét és a szerzői jogokat jelzi, nem szolgál a cikkben szereplő információk forrásmegjelöléseként.